# 2024–2025-ös magyar gyeplabdabajnokság
A 2024–2025-ös magyar gyeplabdabajnokság a kilencvenötödik gyeplabdabajnokság volt. A bajnokságban négy csapat indult el, a csapatok két kört játszottak, majd 1 győzelemig tartó play-off rendszerű rájátszásban döntöttek a végső helyezésekről.

## Alapszakasz
| #  | Csapat          | M | Gy | D | V | G+ | G- | P  |
| -- | --------------- | - | -- | - | - | -- | -- | -- |
| 1. | Építők HC       | 6 | 5  | 1 | 0 | 53 | 4  | 16 |
| 2. | Soroksári HC    | 6 | 4  | 1 | 1 | 38 | 6  | 13 |
| 3. | Piros-Fehér HC  | 6 | 2  | 0 | 4 | 7  | 39 | 6  |
| 4. | Szt. László DSE | 6 | 0  | 0 | 6 | 2  | 51 | 0  |

* M: Mérkőzés Gy: Győzelem D: Döntetlen V: Vereség G+: Ütött gól G-: Kapott gól P: Pont

## Rájátszás
Elődöntő: Építők HC–Szt. László DSE 20–0 és Soroksári HC–Piros-Fehér HC 5–1
3. helyért: Piros-Fehér HC–Szt. László DSE 4–5
döntő: Építők HC–Soroksári HC 2–1